# Cordylomera parva
Cordylomera parva es una especie de escarabajo longicornio del género Cordylomera, tribu Phoracanthini, subfamilia Cerambycinae. Fue descrita científicamente por Corinta-Ferreira en 1954.

## Descripción
Mide 7,5-12 milímetros de longitud.

## Distribución
Se distribuye por Namibia.